# Neocorynura papallactensis
Neocorynura papallactensis är en biart som beskrevs av Engel 1999. Neocorynura papallactensis ingår i släktet Neocorynura och familjen vägbin. Inga underarter finns listade i Catalogue of Life.